# San Jose del Monte
San Jose del Monte là một thành phố ngoại ô thuộc tỉnh Bulacan, vùng Trung Luzon, Philippines. Thành phố nằm tại phần đông nam của tỉnh, giáp với các thành phố Caloocan và Quezon của Metro Manila ở phía nam. Theo điều tra nhân khẩu năm 2015, thành phố có 574.089 cư dân, là đơn vị chính quyền địa phương lớn nhất thuộc tỉnh Bulacan và là thành phố đông dân thứ 18 tại Philippines.
Thành phố có một số khu tái định cư thuộc nhóm lớn nhất tại Philippines, như khu tái định cư Sapang Palay trải rộng tại 36 Barangay, hay như Pabahay 2000 tại Barangay Muzon và Towerville tại Barangay Minuyan. Hầu hết cư dân thành phố từng là những người làm nhà không phép dọc theo các sông suối, đường sắt tại Metro Manila.